# Can Toni Molins
Can Toni Molins és un habitatge amb usos comercials de Maçanet de la Selva (Selva) inclosa a l'Inventari del Patrimoni Arquitectònic de Catalunya.

## Descripció
Edifici rectangular de dues plantes i coberta a dues aigües a façana. Està dividida en dues parts, el número nou i el número onze, darrere dels quals hi ha un pati i una estructura de dos pisos amb un seguit de nou arcades de rajol. Totes les finestres i portes són de llinda amb blocs monolítics de pedra granítica, diferenciant-se els de la part dreta i esquerra de la casa, ja que les del número nou són més motllurades i treballades. El número nou és més ampli que l'onze i les dues façanes són pintades de blanc on ressalten les obertures de pedra vista. La façana secundària del pati posterior del carrer de la Fira conté l'edifici adossat abans esmentat, amb obertures de mig punt que, al primer pis, són de rajol amb capitells simples formant una gran balconada.

## Història
Al dintell de la porta principal del número nou hi ha la inscripció amb la data 1796 i el nom escrit en minúscula d'Antoni Molins.
S'hi feu una reforma important durant els anys 1978-79.
Actualment els baixos són ocupats per un bar.